# Aircalin
AirCalin, abbreviazione di Air Calédonie International, è una compagnia aerea basata in Nuova Caledonia, territorio d'oltremare della Francia. La base di armamento è l'Aeroporto di Nouméa-La Tontouta, nel territorio comunale di Païta.

## Storia
Fondata il 1° settembre 1983 come espressione delle ambizioni internazionali di Air Calédonie e con la denominazione Air Calédonie International S.A. Effettuò il primo volo il 2 dicembre dello stesso anno, tra Melbourne e Nouméa, con un Boeing 747, in collaborazione con Qantas. Sempre nel dicembre 1983 prese in leasing un Boeing 737-200 da Air Nauru che permise alla compagnia di operare voli da Nouméa a Brisbane, Nadi, Port Vila e Wallis. Negli anni a venire, grazie all'arrivo di nuovi aeromobili, vennero aperte nuove rotte per Sydney, nel 1985 e per Auckland, nel 1987. Nel 1988 venne un Boeing 737-300, il primo aereo della compagnia ad avere la livrea Aircalin. Questo nuovo jet permise di incrementare le destinazioni, aggiungendo Papeete, via Nadi. Dopo che nel 1991 venne lanciata la business class, nel 1992 viene creata Alitude, la rivista di bordo ufficiale, inaugurata la sala VIP all'Aeroporto di Nouméa e lanciato Club 500, il programma frequent flyer della compagnia. Il 30 settembre 1966 veniva adottata la più stringata ragione sociale AirCalin S.A.

## Accordi commerciali
A settembre 2024 Aircalin ha accordi di codeshare con le seguenti compagnie:
- Air France
- Air New Zealand
- Air Tahiti Nui
- Air Vanuatu
- Japan Airlines
- Qantas

## Flotta

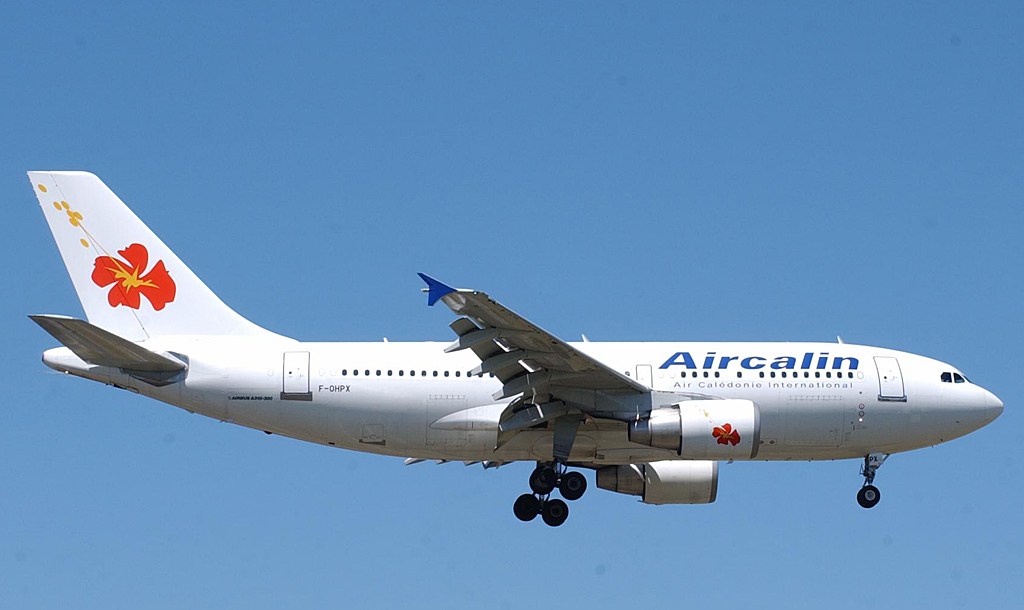
Un Airbus A310-300 noleggiato ed utilizzato per i primi collegamenti di maggiore entità

### Flotta attuale

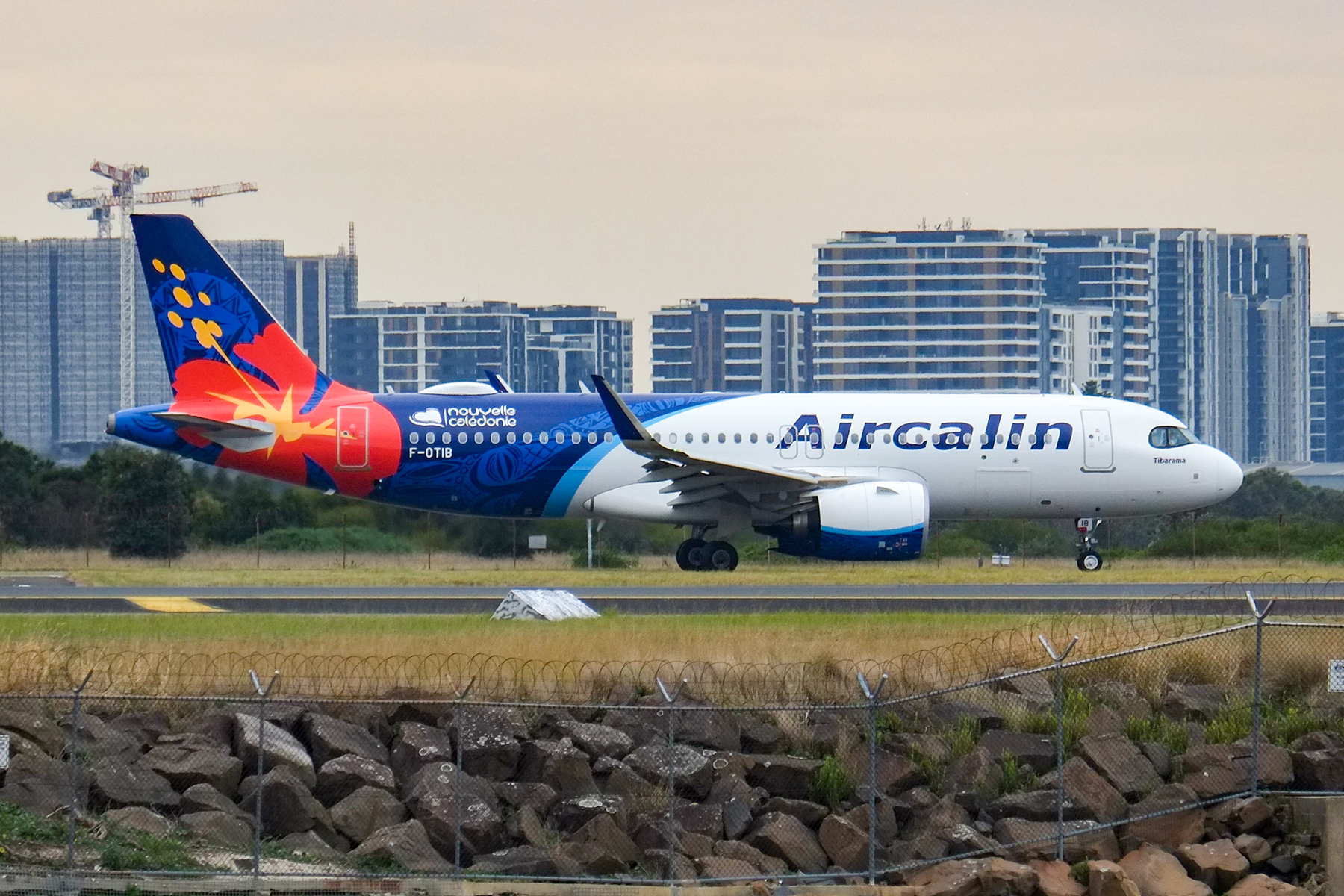
Un Airbus A320neo.

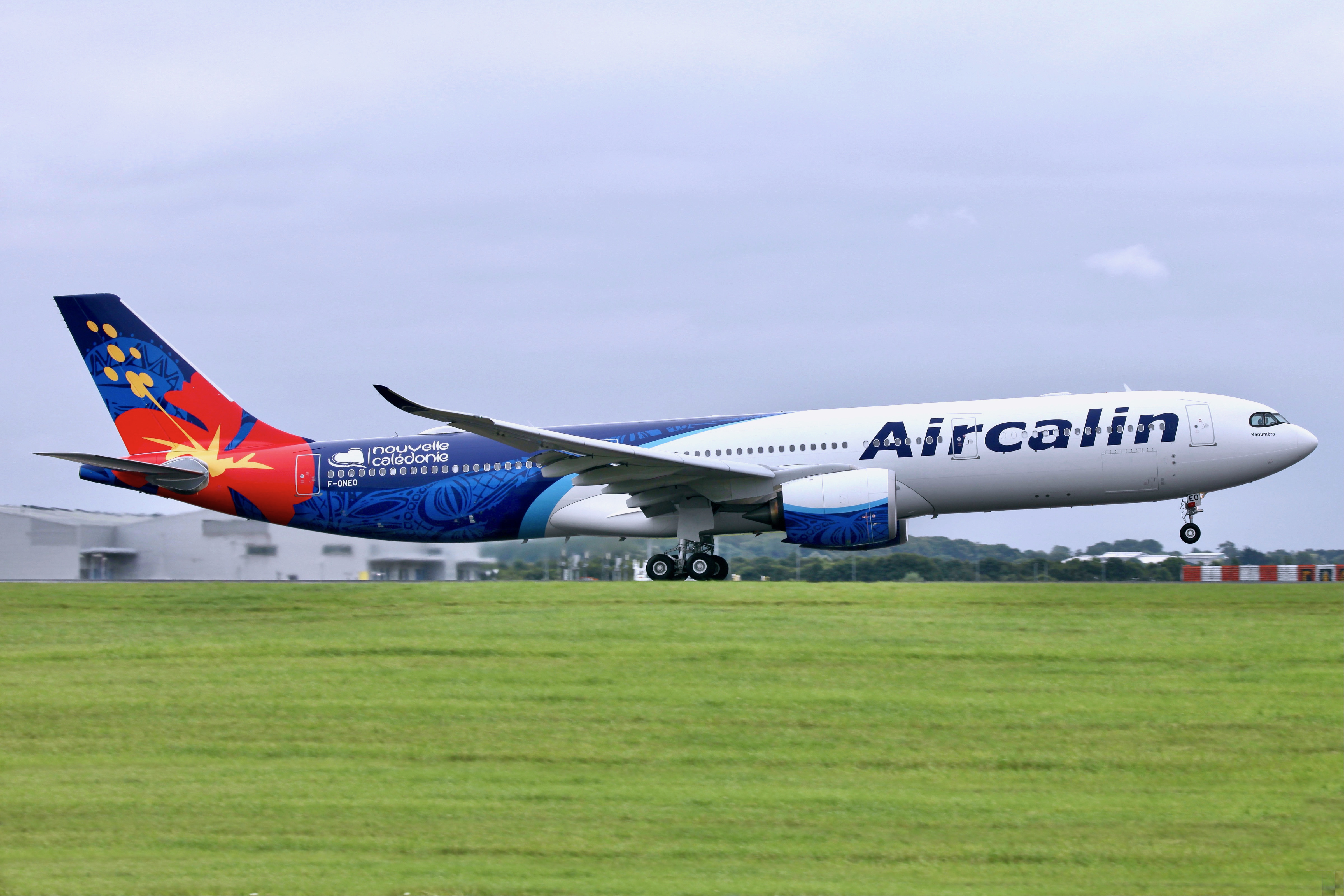
Un Airbus A330-900neo.

A settembre 2024 la flotta di Aircalin risulta composta dai seguenti aerei:

### Flotta storica

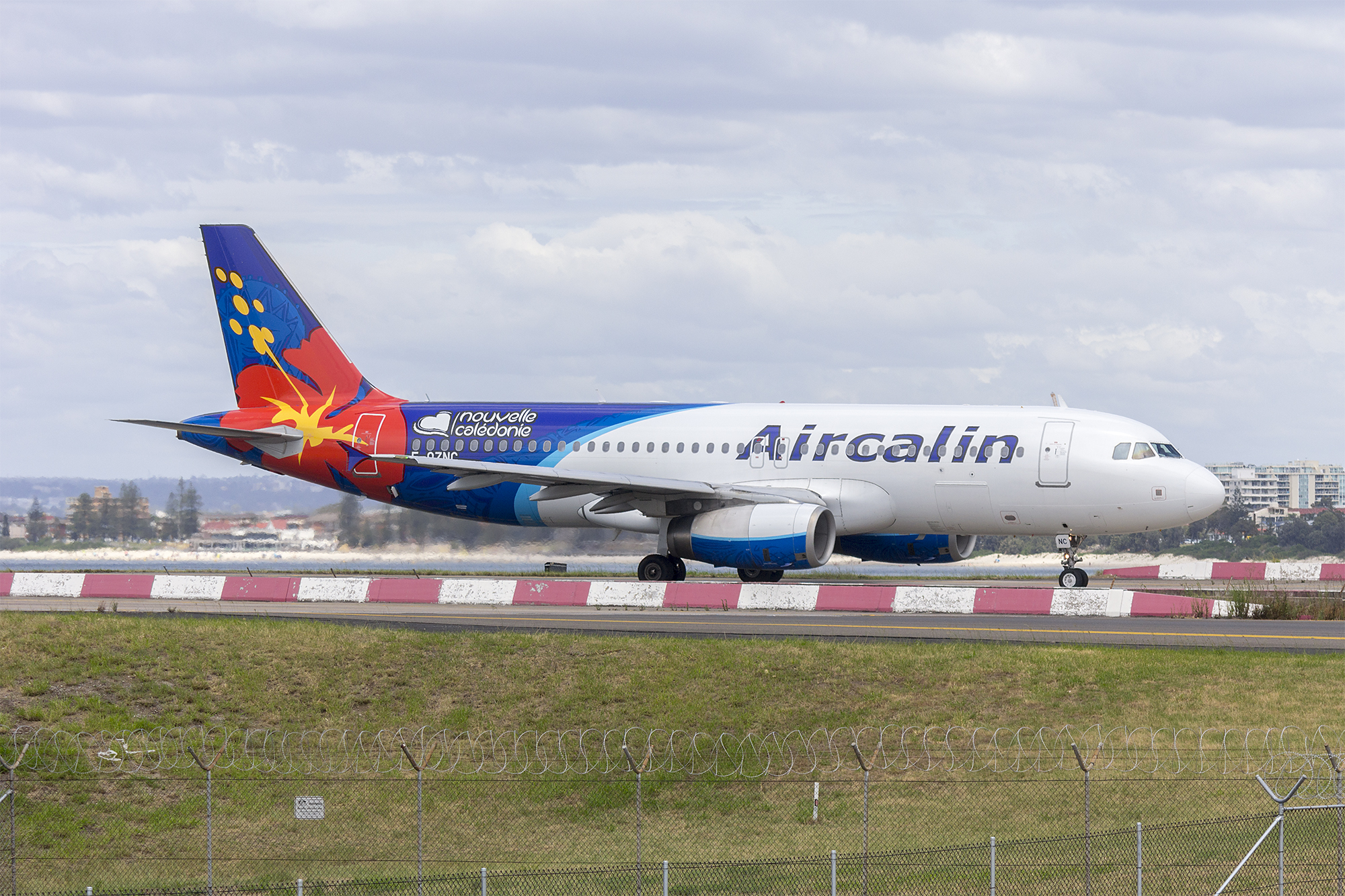
Un Airbus A320-200.

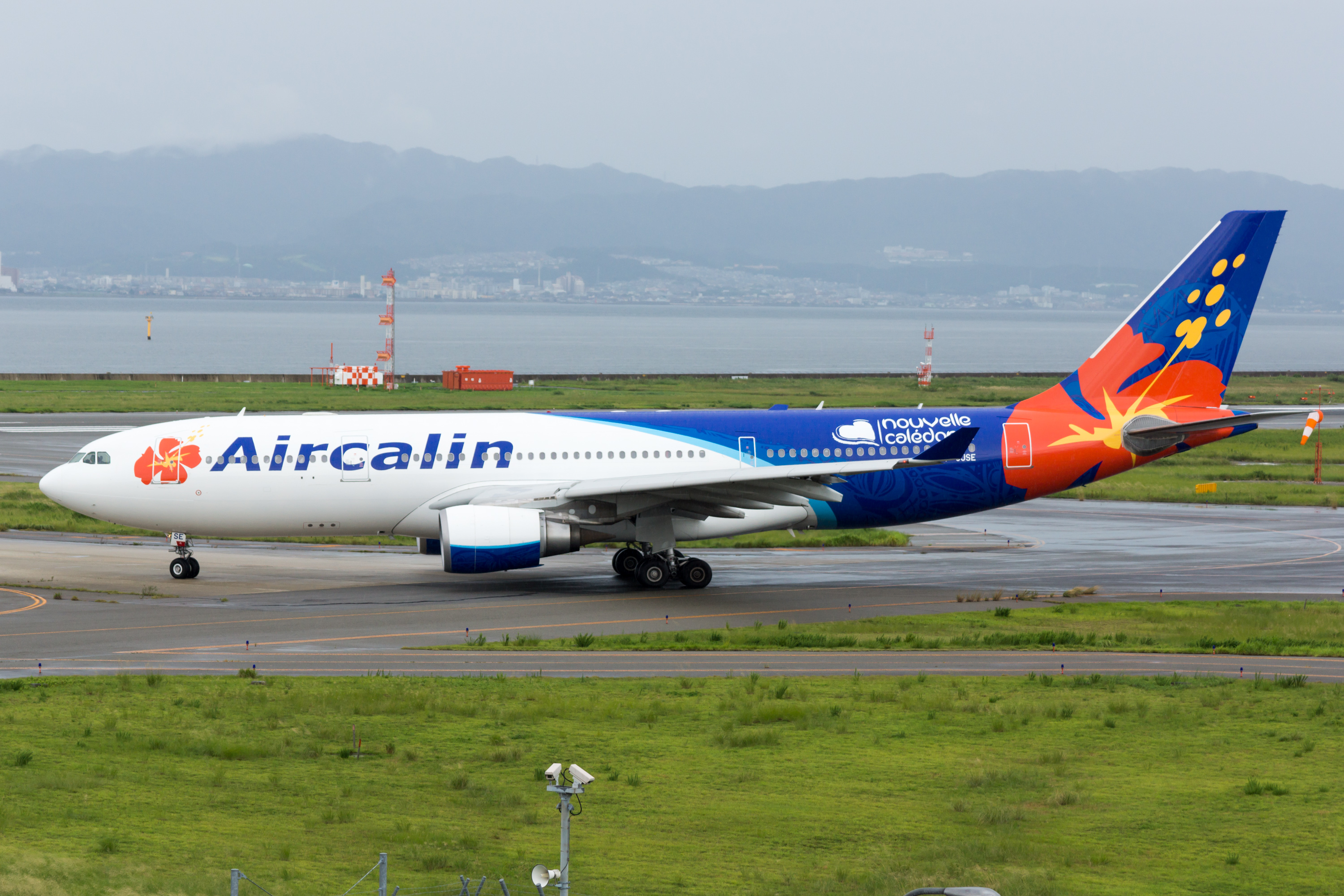
Un Airbus A330-200.

Nel corso degli anni, Aircalin ha operato con i seguenti modelli di aeromobili: